# Lijst van voetbalinterlands Honduras - Uruguay
Deze lijst van voetbalinterlands is een overzicht van alle officiële voetbalwedstrijden tussen de nationale teams van Honduras en Uruguay. De landen speelden tot op heden twee keer tegen elkaar. De eerste ontmoeting, een groepswedstrijd tijdens de Copa América 2001, werd gespeeld in Medellín (Colombia) op 19 juli 2001. Het laatste duel, de troostfinale van de Copa América 2001, vond plaats op 29 juli 2001 in Bogota (Colombia).

## Wedstrijden
| № | Plaats   | Datum        | Competitie        | Wedstrijd          | Uitslag |
| - | -------- | ------------ | ----------------- | ------------------ | ------- |
| 1 | Medellin | 19 juli 2001 | Copa América 2001 | Honduras – Uruguay | 1 – 0   |
| 2 | Bogota   | 29 juli 2001 | Copa América 2001 | Uruguay – Honduras | 2 – 2   |

## Samenvatting
| Competitie   | Totaal gespeeld | Winst Honduras | Gelijk | Winst Uruguay | Doelsaldo Honduras – Uruguay |
| ------------ | --------------- | -------------- | ------ | ------------- | ---------------------------- |
| Copa América | 2               | 1              | 1      | 0             | 3 − 2                        |
| Totaal       | 2               | 1              | 1      | 0             | 3 − 2                        |

## Details

### Eerste ontmoeting
| Copa América 2001 (Medellin, Colombia, 19 juli 2001): |              | |
| Honduras | 1 – 0        | Uruguay |
| Amado Guevara 86' | goals        | |
| Ramón Maradiaga | bondscoach   | Víctor Púa |
| Noel Valladares Ninrod Medina David Cárcamo Jorge Samuel Caballero Mario Rodríguez 86' Carlos Güity Ricky García Amado Guevara Julio César de León Elvis Turcios Saúl Martínez | opstellingen | Adrián Berbia Carlos Díaz Joe Bizera 70' Andrés Martínez 82' Rodrigo Lemos Carlos María Morales Alejandro Curbelo Sebastián Eguren Claudio Dadomo Carlos Gutiérrez 67' Walter Guglielmone |
| Marvin Brown 86' | wissels      | 67' Richard Morales 70' Diego Pérez 82' Jorge Anchén |
| Jorge Samuel Caballero 26' Carlos Güity 57' Julio César de Leon 89' | gele kaarten | 10' Alejandro Curbelo |
| | rode kaarten | 52' Joe Bizera 52' Sebastián Eguren |

### Tweede ontmoeting
| Troostfinale Copa América 2001 (Bogota, Colombia, 29 juli 2001): |                     | |
| Uruguay | 2 – 2               | Honduras |
| Joe Bizera 22' Andrés Martínez 45' | goals               | 14' Saúl Martínez 42' Júnior Izaguirre |
| Gonzalo Sorondo Carlos Gutiérrez Julio Rodríguez Rodrigo Lemos Rubén Olivera | strafschoppen 4 – 5 | Reinaldo Pineda Saúl Martínez Ricky García Ninrod Medina Júnior Izaguirre |
| Víctor Púa | bondscoach          | Ramón Maradiaga |
| Adrián Berbia Carlos Díaz Carlos Gutiérrez Gonzalo Sorondo Joe Bizera Claudio Dadomo 85' Andrés Martínez 65' Diego Pérez Rodrigo Lemos Fabián Estoyanoff Walter Guglielmone 56' | opstellingen        | Henry Enamorado Jorge Samuel Caballero Júnior Izaguirre 80' Leonardo Morales Límber Pérez Ricky García Robel Bernárdez 64' Elvis Turcios 89' Amado Guevara Reinaldo Pineda Saúl Martínez |
| Ruben Olivera 56' Julio Rodríguez 65' Pablo Lima 85' | wissels             | 64' Mario César Rodríguez 80' Ninrod Medina 89' Gesler Philips |
| Joe Bizera 16' Gonzalo Sorondo 41' Fabián Estoyanoff 43' Andrés Martínez 45+1'                                                                                                  | gele kaarten        | 13' Leonardo Morales 78' Reinaldo Pineda |

Hondurese voetbalbond · A-internationals · Selecties · Bondscoaches · Hondurees vrouwenelftal · Olympisch elftal · Honduras U21 · Honduras U19 · Honduras U17
1920 – 1959 ·
1960 – 1969 ·
1970 – 1979 ·
1980 – 1989 ·
1990 – 1999 ·
2000 – 2009 ·
2010 – 2019 ·
2020 − 2029
CGC 2021
CA 2001
WK 1982 · 
WK 2010 · 
WK 2014
OS 2000 · 
OS 2008 · 
OS 2012 ·
OS 2016 ·
OS 2020
1921 · 
1922–1929 · 
1930 · 
1931–1934 · 
1935 · 
1936–1945 · 
1946 · 
1947–1949 · 
1950 · 
1951–1952 · 
1953 · 
1954 · 
1955 · 
1956 · 
1957 · 
1958–1959 · 
1960 · 
1961 · 
1962 · 
1963 · 
1964 · 
1965 · 
1966 · 
1967 · 
1968 · 
1969 · 
1970 · 
1971 · 
1972 · 
1973 · 
1974 · 
1975 · 
1976 · 
1977 · 
1978 · 
1979 · 
1980 · 
1981 · 
1982 · 
1983 · 
1984 · 
1985 · 
1986 · 
1987 · 
1988 · 
1989–1990 · 
1991 · 
1992 · 
1993 · 
1994 · 
1995 · 
1996 · 
1997 · 
1998 · 
1999 · 
2000 · 
2001 · 
2002 · 
2003 · 
2004 · 
2005 · 
2006 · 
2007 · 
2008 · 
2009 · 
2010 · 
2011 · 
2012 · 
2013 · 
2014 · 
2015 · 
2016 ·
2017 ·
2018 ·
2019 ·
2020 ·
2021 ·
2022 ·
2023 ·
2024
Argentinië ·
Australië ·
Azerbeidzjan ·
Belize ·
Bermuda ·
Bolivia ·
Brazilië ·
Canada ·
Chili ·
China ·
Colombia ·
Costa Rica ·
Cuba ·
Curaçao ·
Denemarken ·
Ecuador ·
El Salvador ·
Engeland ·
Finland ·
Frankrijk ·
Grenada ·
Griekenland ·
Guatemala ·
Haïti ·
IJsland ·
Israël ·
Jamaica ·
Japan ·
Joegoslavië ·
Letland · 
Mexico ·
Nederlandse Antillen ·
Nicaragua ·
Nieuw-Zeeland ·
Noord-Ierland · 
Noorwegen ·
Panama ·
Paraguay ·
Peru ·
Puerto Rico ·
Qatar ·
Roemenië ·
Saint Vincent en de Grenadines ·
Saoedi-Arabië ·
Servië ·
Slovenië ·
Spanje ·
Suriname ·
Trinidad en Tobago ·
Turkije ·
Uruguay ·
Venezuela ·
Verenigde Arabische Emiraten ·
Verenigde Staten ·
Wit-Rusland ·
Zambia ·
Zuid-Afrika ·
Zuid-Korea ·
Zwitserland
Chili (2010) ·
Ecuador (2014) ·
Frankrijk (2014) ·
Spanje (2010) ·
Zwitserland (2010) · 
Zwitserland (2014)
AUF · A-internationals · Selecties · Bondscoaches · Uruguayaans vrouwenelftal · Olympisch elftal · Uruguay U21 · Uruguay U20 · Uruguay U19 · Uruguay U18 · Uruguay U17
1900 – 1909 ·
1910 – 1919 ·
1920 – 1929 ·
1930 – 1939 ·
1940 – 1949 ·
1950 – 1959 ·
1960 – 1969 ·
1970 – 1979 ·
1980 – 1989 ·
1990 – 1999 ·
2000 – 2009 ·
2010 – 2019 ·
2020 – 2029
WK 1930 · 
WK 1950 · 
WK 1954 · 
WK 1962 · 
WK 1966 · 
WK 1970 ·
WK 1974 · 
WK 1986 · 
WK 1990 · 
WK 2002 · 
WK 2010 · 
WK 2014 · 
WK 2018
OS 1924 · 
OS 1928 ·
OS 2012
1902 · 
1903 · 
1904 · 
1905 · 
1906 · 
1907 · 
1908 · 
1909 ·
1910 · 
1911 · 
1912 · 
1913 · 
1914 · 
1915 · 
1916 · 
1917 · 
1918 · 
1919 ·
1920 · 
1921 · 
1922 · 
1923 · 
1924 · 
1925 · 
1926 · 
1927 · 
1928 · 
1929 ·
1930 · 
1931 · 
1932 · 
1933 · 
1934 · 
1935 · 
1936 · 
1937 · 
1938 · 
1939 ·
1940 · 
1941 · 
1942 · 
1943 · 
1944 · 
1945 · 
1946 · 
1947 · 
1948 · 
1949 ·
1950 · 
1951 · 
1952 · 
1953 · 
1954 · 
1955 · 
1956 · 
1957 · 
1958 · 
1959 ·
1960 · 
1961 · 
1962 · 
1963 · 
1964 · 
1965 · 
1966 · 
1967 · 
1968 · 
1969 ·
1970 · 
1971 · 
1972 · 
1973 · 
1974 · 
1975 · 
1976 · 
1977 · 
1978 · 
1979 ·
1980 · 
1981 · 
1982 · 
1983 · 
1984 · 
1985 · 
1986 · 
1987 · 
1988 · 
1989 ·
1990 ·
1991 · 
1992 · 
1993 · 
1994 · 
1995 · 
1996 · 
1997 · 
1998 · 
1999 · 
2000 · 
2001 · 
2002 · 
2003 · 
2004 · 
2005 · 
2006 · 
2007 · 
2008 · 
2009 · 
2010 · 
2011 · 
2012 · 
2013 · 
2014 · 
2015 · 
2016 ·
2017 ·
2018 ·
2019 ·
2020 ·
2021 ·
2022 ·
2023 ·
2024
Algerije ·
Angola ·
Argentinië ·
Australië ·
België ·
Bolivia ·
Brazilië ·
Bulgarije ·
Canada ·
Chili ·
China ·
Colombia ·
Costa Rica ·
Cuba ·
DDR ·
Denemarken ·
Duitsland ·
Ecuador ·
Egypte ·
Engeland ·
Estland ·
 Finland ·
Frankrijk ·
Georgië ·
Ghana ·
Guatemala ·
Haïti ·
Honduras ·
Hongarije ·
Ierland ·
India ·
Indonesië ·
Irak ·
Iran ·
Israël ·
Italië ·
Ivoorkust ·
Jamaica ·
Japan ·
Joegoslavië ·
Jordanië ·
Libië ·
Luxemburg ·
Maleisië ·
Mexico ·
Marokko ·
Nederland ·
Nicaragua ·
Nieuw-Zeeland ·
Nigeria ·
Noord-Ierland ·
Noorwegen ·
Oekraïne ·
Oezbekistan ·
Oman ·
Oostenrijk ·
Panama ·
Paraguay ·
Peru ·
Polen ·
Portugal ·
Roemenië ·
Rusland ·
Saarland ·
Saoedi-Arabië ·
Schotland ·
Senegal ·
Servië & Montenegro ·
Singapore ·
Slovenië ·
Sovjet-Unie ·
Spanje ·
Tahiti ·
Thailand ·
Trinidad en Tobago · 
Tsjechië ·
Tsjecho-Slowakije ·
Tunesië · 
Turkije ·
Venezuela ·
Verenigde Arabische Emiraten ·
Verenigde Staten ·
Wales ·
Zuid-Afrika ·
Zuid-Korea ·
Zweden ·
Zwitserland
Argentinië (1986) ·
België (1990) ·
Brazilië (1950) · 
Colombia (2014) ·
Costa Rica (2014) ·
Denemarken (1986) ·
Denemarken (2002) ·
Duitsland (2010) ·
Egypte (2018) ·
Engeland (2014) ·
Frankrijk (2002) ·
Frankrijk (2010) ·
Frankrijk (2018) ·
Ghana (2010) ·
Italië (1990) ·
Italië (2014) ·
Mexico (2010) ·
Nederland (1974) ·
Nederland (2010) ·
Portugal (2018) ·
Rusland (2018) ·
Saoedi-Arabië (2018) ·
Schotland (1986) ·
Senegal (2002) ·
Spanje (1990) ·
West-Duitsland (1986) ·
Zuid-Afrika (2010) ·
Zuid-Korea (1990) ·
Zuid-Korea (2010)